# Mongshof
Mongshof ist eine Honschaft (Ortsteil) des Stadtteils Sasserath im Stadtbezirk Süd (bis 22. Oktober 2009 Odenkirchen) in Mönchengladbach.